# Антоніо Бетанкорт
Антоніо Бетанкорт (ісп. Antonio Betancort, 13 березня 1937, Лас-Пальмас-де-Гран-Канарія — 15 березня 2015, Лас-Пальмас-де-Гран-Канарія) — іспанський футболіст, що грав на позиції воротаря. Найкращий воротар Іспанії сезонів 1964/65 і 1966/67.
Виступав, зокрема, за «Реал Мадрид», з яким став шестиразовим чемпіон Іспанії, дворазовим володарем Кубка Іспанії та володарем Кубка європейських чемпіонів 1965/66, також національну збірну Іспанії, у складі якої був учасником чемпіонату світу 1966 року.

## Клубна кар'єра
Вихованець клубу «Лас-Пальмас», дебютував у першій команді клубу 3 лютого 1957 року в матчі чемпіонату Іспанії проти «Еспаньйола» (2:2). У своїх перших сезонах Бетанкорт рідко виходив на поле, оскільки місце основного воротаря «Лас-Пальмаса» в ці роки займав Хосе Касас Гріс, відомий на прізвисько Пепін. У сезоні 1959/60 команда вилетіла в Сегунду і Пепін пішов з неї, в результаті Бетанкорт отримав місце в основному складі.

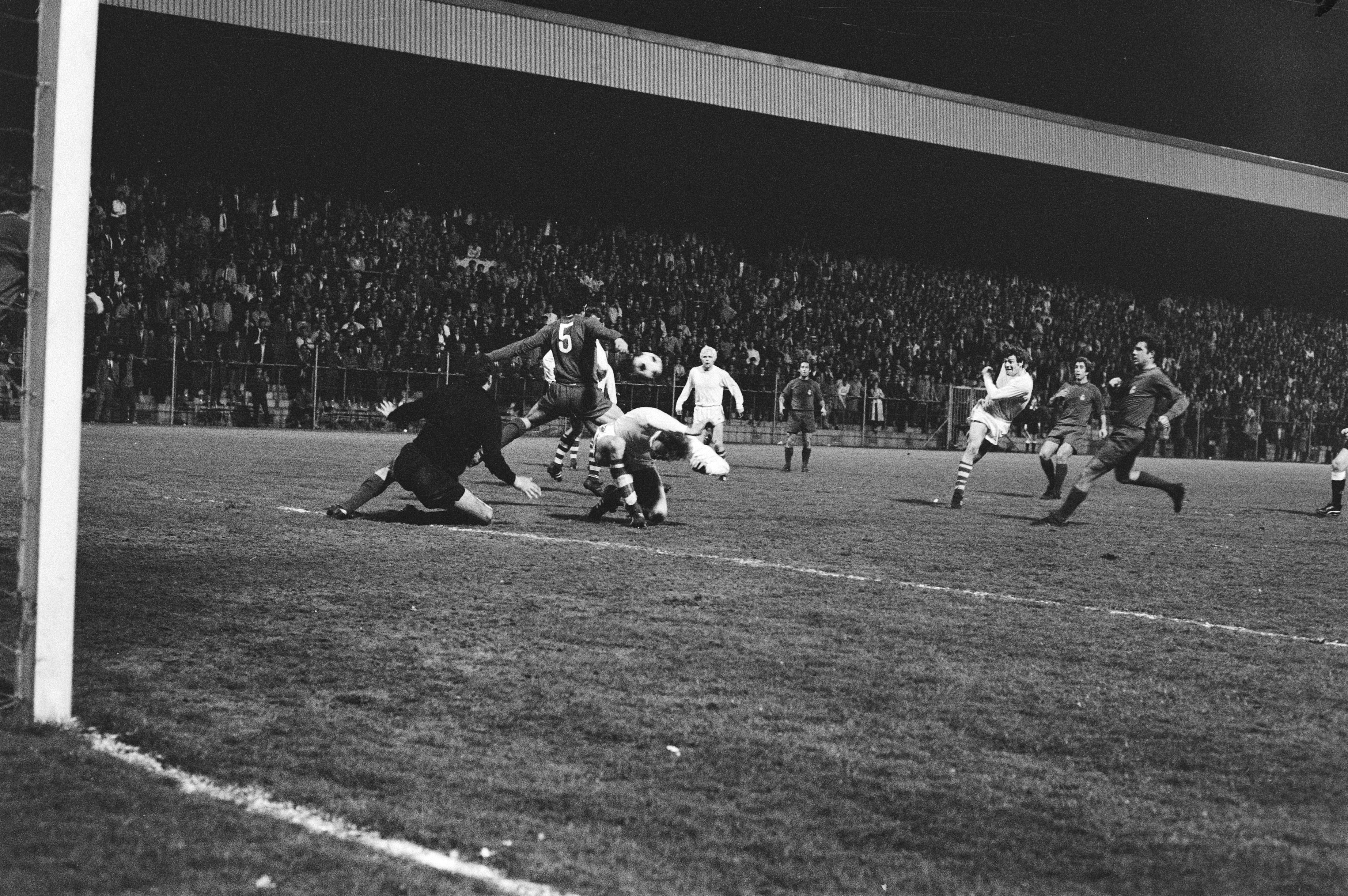
Момент біля воріт Бетанкорта у матчі півфіналу Кубка володарів кубків 1970/71 ПСВ — «Реал Мадрид» (0:0). 14 квітня 1971 року.

Виступи молодого воротаря були помічені провідними клубами і в 1961 році його запросили в мадридський «Реал». Спочатку він не міг конкурувати з основними воротарями «Реала» і в сезоні 1962/63 був відданий в оренду в «Депортіво». Тільки 19 квітня 1964 року Бетанкорт зіграв перший матч за «Реал» в чемпіонаті Іспанії, а з наступного сезону став основним воротарем клубу. У 1964 році команду покинув Вісенте Трайн, а ще один воротар «королівського клубу» Хосе Аракістайн не витримав конкуренції з Бетанкортом. У сезоні 1964/65 Бетанкорт був визнаний найкращим воротарем Іспанії і нагороджений трофеєм Самори. На наступний рік він став володарем Кубка європейських чемпіонів. У наступних сезонах воротар виграв ще кілька титулів чемпіона Іспанії, а в сезоні 1966/67 отримав другий трофей Самори. Наприкінці 1960-х років молодий Андрес Жункера витіснив Бетанкорта з посади основного воротаря «Реала».
Завершив ігрову кар'єру у рідному «Лас-Пальмасі», куди повернувся 1971 року і захищав кольори островитян до припинення виступів на професійному рівні у 1973 році, зігравши свій останній матч проти «Атлетіко» на «Сан-Мамесі» 25 лютого 1973 року. Він не закінчив цей матч через травму і був замінений Сервантесом. Загалом же за «Лас-Пальмас» за два приходи він провів 69 ігор у чемпіонаті, 8 у Кубку та 2 у Кубку УЄФА. Після закінчення кар'єри гравця в 70-80-ті роки займав різні адміністративні посади в «Лас-Пальмасі».

## Виступи за збірну
У складі національної збірної Іспанії Бетанкорт зіграв 2 матчі, обидва у відбірковому турнірі до чемпіонату світу 1966 року проти Ірландії, 27 жовтня і 10 листопада 1965 року, обидві гри іспанці виграли — 4:1 і 1:0 і вийшли до фінальної стадії турніру. Тренер збірної Хосе Вільялонга включив Бетанкорта до заявки на чемпіонат світу 1966 року в Англії, але на турнірі він залишився запасним воротарем.
Антоніо Бетанкорт помер після тривалої хвороби 15 березня 2015 року у місті Лас-Пальмас-де-Гран-Канарія, ледь відзначивши свій 78-й день народження.

## Титули і досягнення
- Чемпіон Іспанії (6):

«Реал Мадрид»: 1961–1962, 1963–64, 1964–65, 1966–67, 1967–68, 1968–69
- Володар Кубка Іспанії (2):

«Реал Мадрид»: 1961–62, 1969–70
- Володар Кубка європейських чемпіонів (1):

«Реал Мадрид»: 1965–66